# Some Girls (película)
Some Girls es una película de 1988 dirigida por Michael Hoffman y protagonizada por Patrick Dempsey y Jennifer Connelly.

## Sinopsis
En Navidad, Michael va a la ciudad de Quebec, Canadá, a petición de su novia Gabriella, que dejó la universidad a mediados de semestre. Llega y se queda esperando en el aeropuerto durante horas. Gabriella finalmente llega a recogerlo y le explica que a veces simplemente no contestan el teléfono. Olvida su frustración porque está contento de verla, sin saber que su familia es algo excéntrica y que le esperan unas vacaciones muy fuera de lo común.

## Reparto
- Patrick Dempsey - Michael
- Jennifer Connelly - Gabriella d'Arc
- Sheila Kelley - Irenka d'Arc
- Lance Edwards - Nick
- Lila Kedrova - Granny
- Florinda Bolkan - Sra. d'Arc
- Andre Gregory - Sr. d'Arc
- Ashley Greenfield - Simone d'Arc
- Jean-Louis Millette - Padre Walter